# Bjarmaland
Bjarmaland Bjarmeland eller Bjarmland (latin Biarmia, Biarmonia) og bjarmer er i den oldnordiske litteratur et almindeligt navn på egnen og folket ved Hvidehavet  omkring floden Dvina, hvor det fandtes en by lidt ovenfor flodmundingen. Indbyggerne, bjarmerne, levede af pelshandel. Norrøne kilder omtaler dem også som kylfinger; og i samiske sagn kaldes de tsjuder, muligvis af norrønt þjóð (= folk).  Selv kalder de sig vepslaine, vepsere.

## Etymologi
Det er muligt, at ordet "bjarm" er afledt af byen Perm i det mellemste Ural, der fra gammel tid har været et center for pelshandel. Øjensynligt er det samme ord, som russerne anvendte om en del af komierne (perm, permitin og permjak) og nogle områder i det nordlige Rusland (Permskaja Zemlja). Det er ikke hidtil lykkedes at afklare ordets sproglige oprindelse. Muligvis komme det af det vepsiske udtryk for "bagved", "I udkanten af".
Ordet synes først at have være anvendt om en bosættelse, Ust-Vym (komi: Jemdyn, Vyms munding), hvilket var komiernes ældste kulturcentrum, beliggende der, hvor floden Vym og Dvinas biflod Vytjegda løber sammen; stedet kaldes i ældre russiske kilder "Gamle Perm" (russisk: Perm staraja). Da Stefan den Hellige, som havde omvendt komierne til kristendommen og skabt deres første litteratur, i 1383 blev viet til biskop i Perm, omfattede området komiernes bosættelser ved floderne Vym og Sysola. "Gamle Perm" har tillige været benævnt "Lille Perm" (Perm malaja, Permtša) i modsætning til "Store Perm" (Perm velikaja), som oprindelig benævnte komiernes bosættelser ved floden Kolvas udmunding i Kama.

## Historie
Perm var allerede i 800-tallet knyttet til det Volgabulgarske rige med centrum ved Volga syd for Kamas munding, hvilket formidlede samhandelen med den arabiske verden. Eftersom komierne overvejende boede i skovegnene mellem Volga-bækkenet og flodudmundingerne i Ishavet og Hvidehavet, var det naturligt, at de blev formidlere af handelen mellem disse egne og befolkningerne mod syd under påvirkning fra bolgarerne. Handelen omfattede især skind i bytte mod metaller og salt. Den arabiske rejsende Ibn Fadlan, som i 922 besøgte bolgarernes konge, omtaler købmænd fra et land benævnt Wiso (Wisū), som leverede skind af zobel og sortræv. Efter rejsens længde at dømme, 3 måneder, og de korte sommernætter i Wisolandet, må dette have ligget mellem Hvidehavet, Valkeajärvi (Boloe-ozero) og Ladoga, hvilket tyder på, at det var i det vepsisk-karelske bosættelsesområde. Karelerne på deres side udviklede tillige handelen videre mod nord til samernes bosættelsesområder. Deres bosættelsesområder blev kaldt permernes land. Derved udvikledes perm-bjarm til en gruppebenævnelse, og Bjarmaland blev det område, hvor de var bosatte. Navnet kan således have været anvendt om flere områder.
Bjarmaland modsvarer således groft set nutidens Karelen, omfattende områder i nutidens Finland og Rusland. Samerne kaldte bjarmerne for tsjuder, og de fremstilles som samernes frygtede fjende i Nils Gaups film Vejviseren fra 1987, inspireret af et gammelt samisk vandresagn om karelske indtrængere på 1100-1200-tallet.  Der er usikkerhed om hvilket folk, navnet sigter til: Det er muligt, at bjarmer er det samme som karelere eller vepsere, begge er finsk-ugriske urfolk, som blandt andet holder til i Karelen i Rusland, eller der kan være ment komier.
Bjarmerne nævnes første gang i den norske høvding Ottars beretning til angelsaksernes kong Alfred om en rejse, han foretog dertil omkring år 890. I Egils saga forlyder det, at Harald Hårfager sommeren efter slaget i Hafrsfjord fra et besøg hos Egils farbror Torolv Kveldulvsson rejste videre mod nord. Måske rejste han helt til Gandvik (Hvidehavet),  da hans fostermor Heid angiveligt boede dér. Ifølge Historia Norvegiæ fra omkring 1150 regnede man Hålogaland som strækningen helt frem til indløbet af Hvidehavet. Fagrskinna beretter, at Erik Blodøkse hærgede helt øst til Bjarmeland. På denne færd så han for første gang Gunhild, som angiveligt var i opfostring hos den samiske høvding ("finnekonge") Måttul. Hans færd blev skildret i et desværre tabt kvad af den islandske skjald Glum Geirason, der opholdt sig i Norge i årene omkring 960, da han kaldes "Harald Gråfelds skjald" og deltog i slaget ved Fitjar i 961,  hvor Håkon den Gode blev dødeligt såret.
I en beretning fra 921 fortæller araberen Ibn Fadlan om sin rejse til området øst for Moskva og skildrer folkefærdet visu, som holdt til helt oppe ved Nordishavet. Det er konstateret, at visu fortsat findes bosatte i Karelen, og at andre navne på dem i norrøne kilder er bjarmer og kylfinger.
Efter Ottars rejse kendes beskrivelser af "Bjarmalandsfærder" (norrønt Biarmalanz ferþin) frem til 1222. I Orvar-Odds saga står, at hovedpersonen rejste til Bjarmaland. I Njåls saga siger Hallvard Hvide, "ok svâ hefi ek siglt til Bjarmalands." Harald Gråfelds sejlads til Bjarmaland med sin hird er beskrevet i Håkon Jarls saga og Kormaks saga:  "Foraaret efter gjorde Kong Harald sit Tog til Bjarmaland med en stor Flaade." Ifølge krøniken De hamburgske ærkebiskoppers historie af Adam af Bremen (1075), foretog kong Harald Hardråde en rejse mod Bjarmaland i 1050, hvor han nær var omkommet udenfor Ter-halvøen (Kolahalvøen): "En dags sejlads hinsides Thile (Thule) er havet størknet. Dette har normannernes vidtberejste konge Harald for nylig undersøgt. Han udforskede nemlig med sine skibe det nordlige Oceans bredde, men måtte til sidst, da den svindende Verdens ydergrænse fortabte sig i en tåge for hans øjne, vende om og undkom kun med nød og næppe afgrundens gabende svælg."  Carsten L. Henrichsen mener, at kongen sandsynligvis var kommet til Svjatoj Nos, Vegestav, som i et håndskrift fra omkring 1434 kaldes for Ginnungagap (Ghimmendegop). Håkon Magnusson Toresfostre, som delte kongemagten med Magnus Barfod i en kort periode efter Olav Kyrres død i 1093, rejste også nordpå. Fire sagaer giver uspecifiserede oplysninger om Håkon Magnusson Toresfostres rejse til Bjarmaland omkring 1090: Morkinskinna, Fagrskinna, Magnus Barfods saga og Eirspennill, hvor han sloges og angiveligt vandt sejr. Rejsens formål omtales ikke, men en sandsynlig motivation kan have været indkrævning af "finneskatten"  som blev afkrævet samerne. Den mest kendte rejse blev foretaget af Karle og Tore Hund i 1026 (skildret i Den store saga om Olav den Hellige), ophav til stednavnet Gjesvær på Magerøya. Vikingerne vendte tilbage efter en handelssammenkomst og skændede bjarmernes helligdom Jomali (Gud). Sagaen beretter:
"Tore gik tilbage til Jomali og tog et sølvbæger, som stod i hans knæ. Det var fuldt af sølvmønter. Han hældte sølvet i sin kappe og drog koppens hank over armen. Der efter gik han til porten.
Alle følgeslagerne var kommet ud gennem indhegningen, da de opdagede, at Tore var blevet tilbage. Karle var gået tilbage for at søge efter ham, og de mødtes inden for hegnet. Karle så, at Tore havde sølvbægeret.
Så løb Karle frem til Jomalin. Han så, at der sad et stort smykke omkring halsen på den. Karle løftede øksen og huggede remmen, som smykket var fæstet ved bag halsen, over. Hugget var så hårdt, at hovedet faldt af Jomali. Der var så megen støj, at de alle syntes, at det var underligt. Karle tog smykket. Der efter drog de bort."
Snorre Sturlasson 1993, s. 194
I 1217 blev Ogmund fra Hardanger grebet af tidens begejstring for korstog. Han og tre andre udrustede en hær for at omvende bjarmerne. Den ene slog vinterlejr ved floden Dvina og blev overfaldet og dræbt af hedninge, mens to andre drog hjem. Ogmund aflagde imidlertid besøg hos slægtninge i Suzdal og Kiev, fortsatte så til Konstantinopel og nåede frem til det hellige land.
Fra Håkon Håkonssons saga vides, at "bjarmar rymdi fyrir tattarum", at i 1242 flygtede bjarmerne for tartarene, Djengis Khans fremrykkende hær. De fik lov at slå sig ned i Malangen ud for Tromsø mod at påtage sig forsvaret mod indtrængende russere og karelere. Bjarmerne er blevet betegnet som Norges første asylsøgere.
"Gamle Perm" blev i 1200-tallet forenet med Republikken Novgorod, hvilket skete omtrent samtidig som det Volgabulgarske rige gik i opløsning som følge af tartarernes angreb. Fra 1263 nævnes blandt Novgorods voloster ud over Perm (Perem) og Ter tillige Kolo-Perm, det vil sige Perm på Kola. Olaus Magnus omtaler Bjarmia, og hos Saxo omtales to Bjarmalande, det fjernere og det nærere. Navnet Kolo-Perm på Kolahalvøen findes på et kort af Waldseemüller fra 1516.

## Bjarmland under 2. verdenskrig
Antikommunisten og forretningsmanden, medlem af Nasjonal Samling, Finn Sofus Støren fik under 2. verdenskrig etableret et eget "russisk kontor" under "Direktoratet for spesialorientering", der blev ledet af ham selv. Finn Størens plan var at oprette en koloni under Quislings NS-styre i Nordrusland med navnet Bjarmland. Kontoret gik i gang med at udarbejde et leksikon til hjælp for nordmænd, der skulle kolonisere områderne besat af Nazityskland.